# Załuże (gmina)
Załuże – dawna gmina wiejska w powiecie zbaraskim województwa tarnopolskiego II Rzeczypospolitej. Siedzibą gminy było Załuże.
Gminę utworzono 1 sierpnia 1934 r. w ramach reformy na podstawie ustawy scaleniowej z dotychczasowych gmin wiejskich: Bazarzyńce, Hłuboczek Mały, Iwaszkowce, Tarasówka, Załuże, Zarubińce.
Pod okupacją zniesiona i przekształcona m.in. w gminę Roznoszyńce.